# صفحه ماتانو
صفحه ماتانو (به انگلیسی: Matano Plane) یا سطح‌مشترک ماتانو (به انگلیسی: Matano Interface) به صفحه‌ای فرضی در ناحیه نفوذ در یک زوج نفوذ گفته می‌شود که در آن شار نفوذی خالصی وجود نداشته باشد.
در نفوذ شیمیایی مواد، {\displaystyle {\tilde {D}}} ثابت نیست بنابراین معادله نفوذ به صورت زیر در می‌آید:
ماتانو نشان داد که {\displaystyle {\tilde {D_{i}}}} به صورت زیر به {\displaystyle n_{i}} وابسته است.
مبدأ x بایستی بصورتی انتخاب شود که
این مبدأ مکان صفحه ماتانو را مشخص می‌کند.